# Дигидрокверцетин
Дигидрокверцетин (англ. dihydroquercetin, DHQ) — полифенол, флавоноид из группы кверцетина, антиоксидант натурального происхождения, компонент пищевых продуктов. Содержится в комлевой части даурской лиственницы и в других хвойных деревьях, в древесине черешни, в семенах расторопши.
Изомер дигидрокверцетина транс (2R,3R)-дигидрокверцетин называется таксифолин (taxifolin).

## Распространённость в природе и в пище
Дигидрокверцетин и таксифолин содержатся в пище и являются пищевыми добавками. За сутки человек съедает от 50 до 800 мг флавоноидов, среди которых есть и дигидрокверцетин, и таксифолин.
Среди продуктов, содержащих дигидрокверцетин и таксифолин — оливковое масло, виноград, цитрусовые и лук.
Таксифолин содержится в хвойных породах деревьев: лиственница сибирская, сосна Роксбурга, кедр гималайский. Он также может быть получен из древесины черешни или из семян расторопши.

## Классификация
По молекулярному строению и функциям дигидрокверцетин близок кверцетину и рутину, но превосходит их по фармакобиологической активности. Относится к группе витаминов P.

## Биологическая активность
Дигидрокверцетин и таксифолин, будучи антиоксидантами, исследуются в поисках их лекарственного применения.

### Исследованияin vitro
На культурах бактерий дигидрокверцетин обладает меньшими токсическими и мутагенными свойствами, чем кверцетин.
Дигидрокверцетин и его производные КН-2, КН-4, КН-7, КН-8 обладают антиоксидантной активностью на культурах клеток мыши и на культуре раковых клеток молочной железы человека MCF-7.
Дигидрокверцетин способен стимулировать образование фибрилл и стабилизировать фибриллярные формы коллагена в культуре клеток.
Производное таксифолина таксифолин-7-O-α-L-рамнопиранозид усиливает действие антибиотиков на культуру клеток.

## Метаболизм
Фермент дигидрокверцетина, NADH , NADPH , H + и O2 для получения 2,3- dihydrogossypetin , NAD + , НАДФ + и H2O.
Фермент leucocyanidin оксигеназы использует leucocyanidin , 2-оксоглутарат и O2 для получения Цис-дигидрокверцетина , дигидрокверцетина, сукцинат , CO2 и H2O.

## Применение
Таксифолин используется в качестве пищевой добавки в безалкогольных напитках, шоколадных конфетах и других кондитерских изделиях, предназначенных для употребления в пищу взрослым и детям с 9 лет. В напитках концентрация таксифолина составляет до 0,02 г/л, в кондитерской продукции 0,07 г/кг.
Норма потребления таксифолина для людей старше 14 лет составляет 100 мг в день.